# 雨宮慶太
雨宮 慶太（あめみや けいた、1959年〈昭和34年〉8月24日 - ）は、日本の映画監督、イラストレーター、キャラクターデザイナー。有限会社クラウド代表。国際SFアートコンテストなど、数々の受賞歴を持つ。
千葉県出身。

## 来歴
1978年、阿佐ヶ谷美術専門学校に入学。同校を中退後、1981年にデン・フィルム・エフェクトに入社。その間に自主制作映画『スウィートホーム』を発表し話題となる。1983年に有限会社クラウドを設立。篠原保や阿部統などといった人材を輩出した。
その後雑誌『宇宙船』編集長の村山実の紹介で『巨獣特捜ジャスピオン』（1985年）にて初めてキャラクターデザインを担当、翌年の『時空戦士スピルバン』よりメインでキャラクターデザインを手がけるようになる。当時東映のプロデューサーであった吉川進は、後に雨宮が監督した『未来忍者』を見せてもらった際、当時吉川の上司であった渡邊亮徳も感心し今後の東映の戦力として参加させていこうという話になったことを述懐している。東映特撮との関わりはその後『人造人間ハカイダー』（1995年）まで続くが、それ以降も『仮面ライダーディケイド』（2009年）で怪魔ロボットシュバリアンのキャラクターデザインを担当、約13年ぶりに東映作品に参加した。
映画監督としては1988年の『未来忍者 慶雲機忍外伝』でデビュー。代表作には1991年公開の『ゼイラム』や、『東映スーパーヒーローフェア』(1993年 - 1995年)、『タオの月』（1997年）など。テレビ作品での初演出となった『鳥人戦隊ジェットマン』では、パイロット版（第1・2話）の監督にも抜擢されている。同作品のプロデューサーを務めた東映の鈴木武幸は、『未来忍者』を見ていけると直感したと述べている。
後述するイメージ通りの演出に対する思いから、2000年代以降は自ら原作まで手がけることも多く、『鉄甲機ミカヅキ』（2000年）や『魔法少女隊アルス』（2004年）、続編も多数制作された『牙狼-GARO-』（2005年）など、分野を問わず多彩な活動を見せている。

## 人物・エピソード
幼少時より特撮が好きで、特に『仮面ライダー』は少年仮面ライダー隊隊員番号No.2をもつほどのファンであったという。また時代劇やスター・ウォーズシリーズなども愛好しており、その原点は黒澤明の監督作品であるという。『未来忍者』や『タオの月』など自作品でもそのイメージを取り入れている。
活動初期の1980年代について、雨宮自身は格好悪いものや気持ち悪いものの中にある格好良さなどに魅力を感じていたが、バブル景気前の日本社会にはそういったネガティブに見えるものは拒絶されていたと述懐している。
作品の世界観については非日常で囲まれているものが居心地がいいと述べており、『未来忍者』のようなまるごと異世界であるものが好みだという。
玩具が好きで、『鉄甲機ミカヅキ』ではブリキのロボットをモチーフとした月光機を登場させている。雨宮は『ミカヅキ』について「男の子が大好きなモノを詰め込んだ作品」と述べており、自身もまた「四十の男の子」であると称している。
『時空戦士スピルバン』ではゲスト怪人の大半がメカ系キャラクターであったが、雨宮自身はメカはあまり好きではないといい、実写でリアリティを感じさせるロボを表現するのは難しいと述べている。
『ウルトラマンUSA』への参加は、その前に企画されていた実相寺昭雄監督予定の映画『ウルトラQモンスターコンチェルト』の怪獣デザイン公募に応募したのがきっかけで起用された。
『未来忍者』では、雨宮は当初企画として参加していたが、世界観を委ねる監督の候補が挙がらなかったため、内容を熟知している雨宮が名乗りをあげたという。当時は監督を続けることになるとは考えておらず、職業として意識したのは『ゼイラム』からであると述べている。
モデルアニメーションを作品に取り入れているのも特徴である。『機動刑事ジバン』の劇場版に登場したダイギバノイドは一部をモデルアニメーションで表現しておりその演出も担当したが、造形物が大きいため東映の現場では不評で、自社でできればよかったとの想いを抱いた。こうしたことをきっかけに、イメージ通りに表現するにはある程度コントロールできる立場にいなければならないと感じ、監督をやるしかないと考えるようになったという。
『ジェットマン』出演者の一人である若松俊秀は、雨宮の印象を「おとなしい人」と評しているが、雨宮自ら若松演じる凱のメイン回は自身が担当すると宣言していたという。またオーディションの時は、雨宮と黒澤映画の話で盛り上がったという。
牙狼〈GARO〉シリーズに出演する小西遼生（小西大樹）は、雨宮について初期は細かい部分にまで演技指導が入り厳しかったが、そのおかげで自信を持って演じられるようになったといい、また自宅では現場とは違い優しく、そのギャップにも好感を持ったことを述べている。

## 交友関係
『ジェットマン』のメインライターを務めた井上敏樹とは、その数年前に未制作に終わったオリジナル作品の企画で出会っていた。井上は、雨宮とは同い年で、最初からうまがあっていたと述べている。
俳優の螢雪次朗は『ゼイラム』を皮切りに雨宮の監督作に多く出演しており、「雨宮組の番頭」を自認し、彼を敬愛している。
映画監督の金田龍とは1989年の東京国際ファンタスティック映画祭で出会って以来、公私に渡る交友関係が続いている。
デザイナーの寺田克也は専門学校時代の後輩にあたる。若いころは寺田がクラウドや雨宮の自宅に出入りしており、雨宮は「宿泊代」として『超人機メタルダー』のデザインを寺田に振っている。フィギュア造形作家の竹谷隆之も同じく後輩であり、『ゼイラム』をはじめとする雨宮作品のキャラクター造形の多くを担当している。
また、漫画家の桂正和も専門学校時代の後輩にあたり、『ゼイラム』で脇役として出演したほか、同作のアニメ化である『I・R・I・A ZEIRAM THE ANIMATION』ではキャラクター原案を担当し、また『牙狼 -紅蓮ノ月-』ではキャラクターデザインを担当している。

## 作品

### 映画
- ガンヘッド（1989年） - エフェクトアニメーション
- 人造人間ハカイダー（1995年） - 監督・キャラクターデザイン・編集（ビデオバージョン）
- タオの月（1997年） - 監督・脚本・キャラクターデザイン
- 怪談新耳袋劇場版「約束」（2004年） - 監督
- MEATBALL MACHINE -ミートボールマシン-（2006年） - クリーチャーデザイン
- コワイ女「カタカタ」（2006年） - 原案・脚本・監督
- ROKUROKU（2018年） - 原作・総監督
- HE-LOW（2018年）題字
- ゼイラム
  - ゼイラム（1991年） - 脚本・監督
  - ゼイラム2（1994年） - 原作・脚本・監督
- 仮面ライダーシリーズ
  - 仮面ライダーZO（1993年） - 監督・キャラクターデザイン
  - 仮面ライダーJ（1994年） - 監督・キャラクターデザイン
  - 劇場版 仮面ライダーディケイド オールライダー対大ショッカー（2009年） - ライダーマンデザイン
- 牙狼〈GARO〉シリーズ
  - 牙狼〈GARO〉〜RED REQUIEM〜（2010年） - 原案・監督・脚本
  - 牙狼〈GARO〉〜蒼哭ノ魔竜〜（2013年） - 原作・監督・脚本
  - 牙狼外伝 桃幻の笛（2013年） - 原作・総監督・脚本
  - 絶狼〈ZERO〉-BLACK BLOOD-（2014年） - 原作・総監督
  - 牙狼〈GARO〉-GOLDSTORM- 翔（2015年） - 原作・監督
  - 媚空 -ビクウ-（2015年） - 原作・総監督
  - 牙狼〈GARO〉-DIVINE FLAME-（2016年） - 原作
  - 牙狼〈GARO〉神ノ牙-KAMINOKIBA-（2018年） - 原作・監督・脚本
  - 薄墨桜-GARO-（2018年） - 原作
  - 牙狼〈GARO〉-月虹ノ旅人- （2019年）- キャラクターデザイン・筆文字、原作・脚本・監督

### ビデオ
- 未来忍者 慶雲機忍外伝（1988年） - 監督
- 女バトルコップ（1990年） - キャラクターデザイン
- 大予言 復活の巨神（1992年） - キャラクターデザイン
- 真・仮面ライダー 序章（1992年） - 変身コーディネイト
- 髑髏戦士 ザ・スカルソルジャー 復讐の美学（1992年） - キャラクターデザイン
- ウルトラマンVS仮面ライダー（1993年） - 演出
- I・R・I・A ZEIRAM THE ANIMATION（1994年） - 原作
- 呀-KIBA- 〜暗黒騎士鎧伝〜（2011年） - 原作・監督・脚本

### テレビ
- メタルヒーローシリーズ
  - 宇宙刑事ギャバン（1982年 - 1983年） - 視覚効果[18]
  - 巨獣特捜ジャスピオン（1985年 - 1986年） - キャラクターデザイン
  - 時空戦士スピルバン（1986年 - 1987年） - キャラクターデザイン
  - 超人機メタルダー（1987年 - 1988年） - キャラクターデザイン
  - 機動刑事ジバン（1989年 - 1990年） - キャラクターデザイン・SFXアドバイザー
  - 特警ウインスペクター（1990年 - 1991年） - キャラクターデザイン
- 仮面ライダーシリーズ
  - 仮面ライダーBLACK RX（1988年 - 1989年） - キャラクターデザイン・タイトルロゴ
  - 仮面ライダーディケイド 第26話・第27話（2009年） - キャラクターデザイン（怪魔ロボット・シュバリアン）
- スーパー戦隊シリーズ
  - 太陽戦隊サンバルカン（1981年 - 1982年） - 視覚効果[19]
  - 鳥人戦隊ジェットマン（1991年 - 1992年） - 監督・ベロニカデザイン
  - 恐竜戦隊ジュウレンジャー（1992年 - 1993年） - 監督
- 牙狼〈GARO〉シリーズ
  - 牙狼〈GARO〉（2005年 - 2006年） - 原作・総監督・監督・脚本
  - 牙狼〈GARO〉スペシャル 白夜の魔獣（2006年） - 原作・監督
  - 牙狼〈GARO〉〜MAKAISENKI〜（2011年 - 2012年） - 原作・総監督・監督・脚本
  - 牙狼〈GARO〉〜闇を照らす者〜（2013年） - 原作
  - 牙狼〈GARO〉-魔戒ノ花-（2014年） - 原作・総監督
  - 牙狼〈GARO〉-炎の刻印-（2014年） - 原作
  - 牙狼〈GARO〉-GOLDSTORM- 翔（2015年） - 原作・総監督・監督・脚本
  - 牙狼 -紅蓮ノ月-（2015年） - 原作
  - 牙狼〈GARO〉-魔戒烈伝-（2016年） - 原作
  - 絶狼〈ZERO〉-DRAGON BLOOD-（2017年） - 原作・総監督
  - 牙狼〈GARO〉-VANISHING LINE-（2017年） - 原作
  - 神ノ牙-JINGA-（2018年） - 原作
  - GARO -VERSUS ROAD-（2020年） - 原作
  - 牙狼＜GARO＞ ハガネを継ぐ者（2024年） - 原作
- ウルトラマンUSA（1987年） - モンスターデザイン（日本では未放送のテレビアニメ。1989年に劇場公開。）
- 世にも奇妙な物語「電気じかけの幽霊」（1992年） - 監督
- 鉄甲機ミカヅキ（2000年） - 原作・監督
- 魔法少女隊アルス（2004年 - 2005年） - 企画・原作
- 魔弾戦記リュウケンドー（2006年） - 敵キャラクターデザイン
- ライオン丸G（2006年） - 企画協力・タイトルロゴ
- キューティーハニー THE LIVE（2007年 - 2008年） - 監督
- 満福少女ドラゴネット（2010年） - キャラクターデザイン（吉崎観音と共同）
- 衝撃ゴウライガン!!（2013年） - 原作・総監督
- 賭ケグルイ（2017年） - タロットカードデザイン

### 漫画
- レッド・モーサリアム（B-CLUB）
- ガナパの手（月刊アフタヌーン）
- キバクロウ（月刊アフタヌーン）
- Ω（月刊アフタヌーン）- キャラクターデザイン
- ソードガイ 装刀凱（月刊ヒーローズ）- キャラクターデザイン
- 牙狼-GARO-（コミックガム）- 原作
- 牙狼-GARO the BIBLE-（コミックガム）- 原作
- 牙狼-GARO- -魔戒ノ花-（コミックガム）- 原作
- ソードガイ ヱヴォルヴ（月刊ヒーローズ）- キャラクターデザイン

#### 題字提供
- かるた（週刊少年チャンピオン）
- るろうに剣心 -明治剣客浪漫譚- 完全版
- どろろ PS2ゲーム

### ゲーム
- 源平討魔伝(1986年） - プロモーションビデオ監督
- 聖剣サイコカリバー（1987年） - パッケージイラスト
- 超絶倫人ベラボーマン (1988年) - AC版ポスター
- 鋼 HAGANE（1994年） - キャラクターデザイン
- ルドラの秘宝（1996年） - キャラクターデザイン※クラウド名義
- PAL 神犬伝説（1997年） - 演出・キャラクターデザイン
- 七ツ風の島物語（1997年）  - キャラクターデザイン・ゲームデザイン・シナリオ
- デュアルヒーローズ（1997年） - 総監督・キャラクターデザイン他
- 鬼武者2（2002年） - キャラクターデザイン
- クロックタワー3（2002年） - キャラクターデザイン、モンスターデザイン
- どろろ (2004年) - 美術設定、タイトル題字
- GENJI（2005年） - 美術監修・キャラクターデザイン
- ノスタルジオの風（2008年） - モンスターデザイン
- 真・女神転生IV (2013年) - 新規悪魔デザイン[20]
- 討鬼伝2 (2016年) - 「シンラゴウ」「カシリ」デザイン原案
- RETURN TO IVALICE (2017年) - ファイナルファンタジーXIV内コンテンツ キャラクターデザイン

### 小説
- ジェットマン（1992年 - 1995年、作：井上敏樹） - イラスト
- ブラックロッド（1996年、作：古橋秀之） - イラスト・キャラクターデザイン
- 魔戒騎士列伝 鋼の咆哮（2006年 - 2007年「月刊ホビージャパン」連載、2007年単行本化、テキスト：田口恵、造形物：竹谷隆之） - イラスト
- 牙狼<GARO> 暗黒魔戒騎士篇（2006年、作：小林雄次） - 原作・画
- 牙狼<GARO> ~妖赤の罠~（2008年 - 2010年「宇宙船」連載、2010年単行本化、作：小林雄次） - 原作・画
- ROKUROKU（2011年 - 2012年「GEN-SAKU!」連載、2013年単行本化、作：梅田寿美子） - 原作・画

### 画集
- 牙―雨宮慶太作品集（1992年）
- 雨宮慶太作品集・陰/陽（2023年）

## テレビ出演
- 牙狼〈GARO〉金狼感謝祭2016生放送 (2016年11月23日、ファミリー劇場HD)
- 牙狼〈GARO〉金狼感謝祭2017生放送 (2017年11月23日、ファミリー劇場HD)